# Neotypus coreensis
Neotypus coreensis är en stekelart som beskrevs av Tohru Uchida 1930. Neotypus coreensis ingår i släktet Neotypus och familjen brokparasitsteklar. Arten är reproducerande i Sverige. Inga underarter finns listade i Catalogue of Life.